# Idiops fossor
Idiops fossor là một loài nhện trong họ Idiopidae.
Loài này thuộc chi Idiops. Idiops fossor được Mary Agard Pocock miêu tả năm 1900.